# Cannero Riviera
Cannero Riviera ([càn-ne-ro]; Càner in lombardo) è un comune italiano di 889 abitanti della provincia del Verbano-Cusio-Ossola in Piemonte. Si estende sulla sponda piemontese del Lago Maggiore. Le isole prospicienti dette appunto "Castelli di Cannero" in realtà appartengono alla città di Cannobio, e sono le isole italiane più a nord del lago. Il comune fa parte dell'unione di comuni del Lago Maggiore.

## Storia
Cannero compare per la prima volta in un documento di cessione di immobili nel 985. Ma l'indipendenza comunale arriva nel XIV secolo. Nel 1524 gli Sforza distruggono il paese in quanto territorio fedele ai Visconti. Una storia a parte hanno i castelli che sono posti sulle piccole isole.
Il castello detto Malpaga fu rifugio del fratelli Mazzarditi e espugnata da Filippo Maria Visconti. L'altra fortezza detta Vitaliana è del XVI secolo ed è pertinenza dei Borromeo. Vennero poi entrambi abbandonati e vista anche l'invitante posizione vennero utilizzati quale rifugio per banditi e falsari, e successivamente nuovamente utilizzati dai Borromeo come agrumeto e conigliera.
Scelsero, quale propria residenza, a Cannero Massimo d'Azeglio e Laura Solera Mantegazza, le cui abitazioni si possono ammirare ancora oggi. Presenti sul territorio ci sono alcuni tratti del sistema difensivo alla Frontiera Nord verso la Svizzera, impropriamente noto come Linea Cadorna.

### Simboli
Lo stemma è stato concesso con decreto del presidente della Repubblica del 3 ottobre 1949.
Lo stemma è d'argento, al castello di rosso, munito di tre torri merlate alla guelfa, la torre di sinistra sormontata dalla stella di cinque raggi di azzurro; esso castello fondato sulla campagna di azzurro, mareggiata d'argento.
Il gonfalone è un drappo partito di azzurro e di bianco.

## Monumenti e luoghi d'interesse
Chiesa parrocchiale di San GiorgioL'attuale chiesa parrocchiale di Cannero è dedicata a S. Giorgio e fu eretta nel 1836 sul sedime della vecchia chiesa distrutta da un'alluvione il 14 settembre 1829. L'edificio, a pianta circolare con cupola, presenta forme eleganti e un interno molto raccolto e finemente decorato. Si conservano le reliquie di san Fausto martire, trasferito dalle catacombe di San Callisto in Roma. L'organo in controfacciata, opera di Felice Bossi di Torino, è un mirabile esempio di organaria italiana ottocentesca. L'organo Bossi, costruito attorno al 1850, presentava in origine un solo manuale; infatti l'organo eco è stato aggiunto soltanto nel 1897, ad opera degli organari Scolari di Bolzano Novarese. L'intervento di restauro conservativo è stato condotto con perizia dalla ditta Fratelli Marzi di Pogno, che ha riportato il pregevole organo al suo antico splendore.
Oratorio di San RoccoRisale tra il 1400 e il 1500, è dedicata al santo francese Rocco. La pianta è a navata unica di forma rettangolare, viene arricchita negli interni durante il 1600 con la costruzione di una cantoria e la realizzazione di una volta a botte con pennacchi. L'opera più pregevole è la balaustra che funge da recinzione dell'altare realizzata dalla bottega di Viggiù nel 1786.
Altre architetture religiose
- Oratorio di Sant'Eurosia, a Ponte, 1703.[8]
- Oratorio di Sant’Antonio abate, a Cassino, 1574.[9]
- Chiesa di San Giovanni Battista e San Pietro da Verona, a Donego, 1517.[10]
- Chiesa di San Bernardo di Chiaravalle, ad Oggiogno, XV secolo.[11]
- Oratorio di San Giuseppe, a Ronché, XVII secolo.[12]
- Oratorio di Santa Lucia, a Piancassone, 1690.[13]
- Oratorio della Madonna della Sorgente, a Cheggio, 1720.[14]

## Società

### Evoluzione demografica
Abitanti censiti

### Etnie e minoranze straniere
Secondo i dati ISTAT al 1º gennaio 2018 la popolazione straniera era di 84 persone. Le nazionalità maggiormente rappresentate erano:
- Germania 19
- Bangladesh 12
- Svizzera 11
- Ucraina 7
- Brasile 6
- Bulgaria 5

## Cultura

### Eventi
- Carnevale Ambrosiano "dei Magnan"
- Agrumi a Cannero Riviera
- Mostra della Camelia
- Lunedì luglio in blues
- Ferragosto Cannerese
- Concerti Corpo Filarmonico

## Amministrazione
Di seguito è presentata una tabella relativa alle amministrazioni che si sono succedute in questo comune.
| Periodo        | Periodo        | Primo cittadino     | Partito                         | Carica  | Note   |
| -------------- | -------------- | ------------------- | ------------------------------- | ------- | ------ |
| 24 aprile 1995 | 14 giugno 1999 | Maria Pia Bottacchi | -                               | Sindaco | [ 16 ] |
| 14 giugno 1999 | 14 giugno 2004 | Marco Chiodoni      | lista civica                    | Sindaco | [ 16 ] |
| 14 giugno 2004 | 8 giugno 2009  | Maria Pia Bottacchi | lista civica                    | Sindaco | [ 16 ] |
| 8 giugno 2009  | 26 maggio 2014 | Maria Pia Bottacchi | lista civica                    | Sindaco | [ 16 ] |
| 26 maggio 2014 | 27 maggio 2019 | Federico Carmine    | lista civica Radici & orizzonti | Sindaco | [ 16 ] |
| 27 maggio 2019 | in carica      | Federico Carmine    | lista civica Radici & orizzonti | Sindaco | [ 16 ] |

## Galleria d'immagini

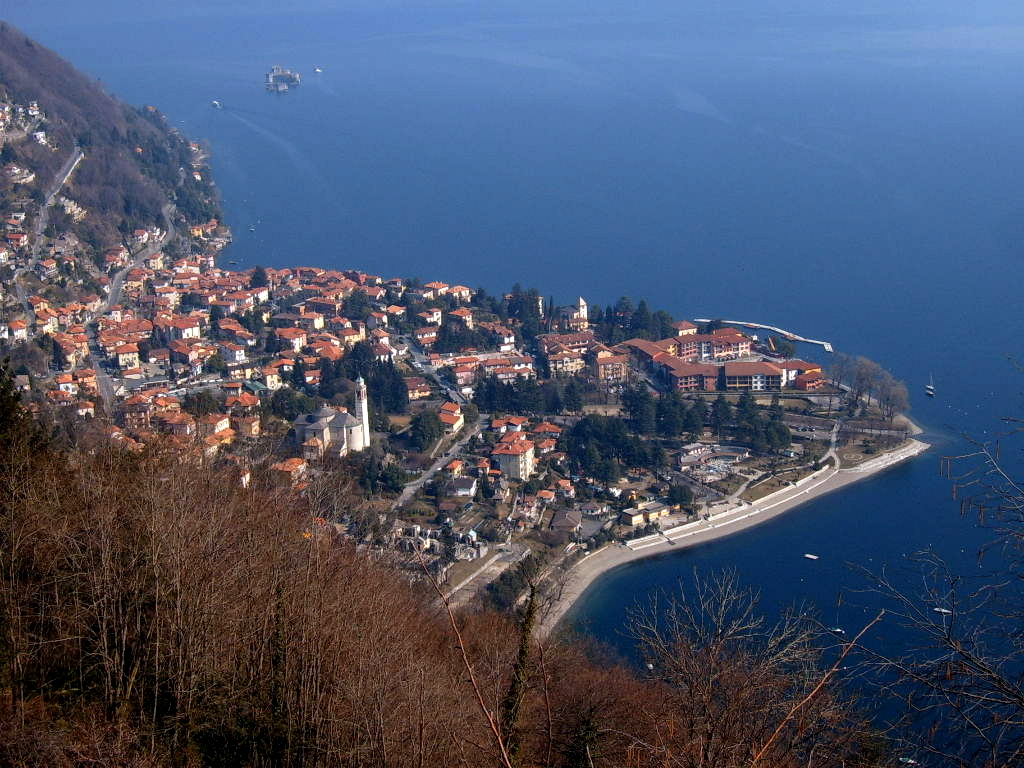
Panorama
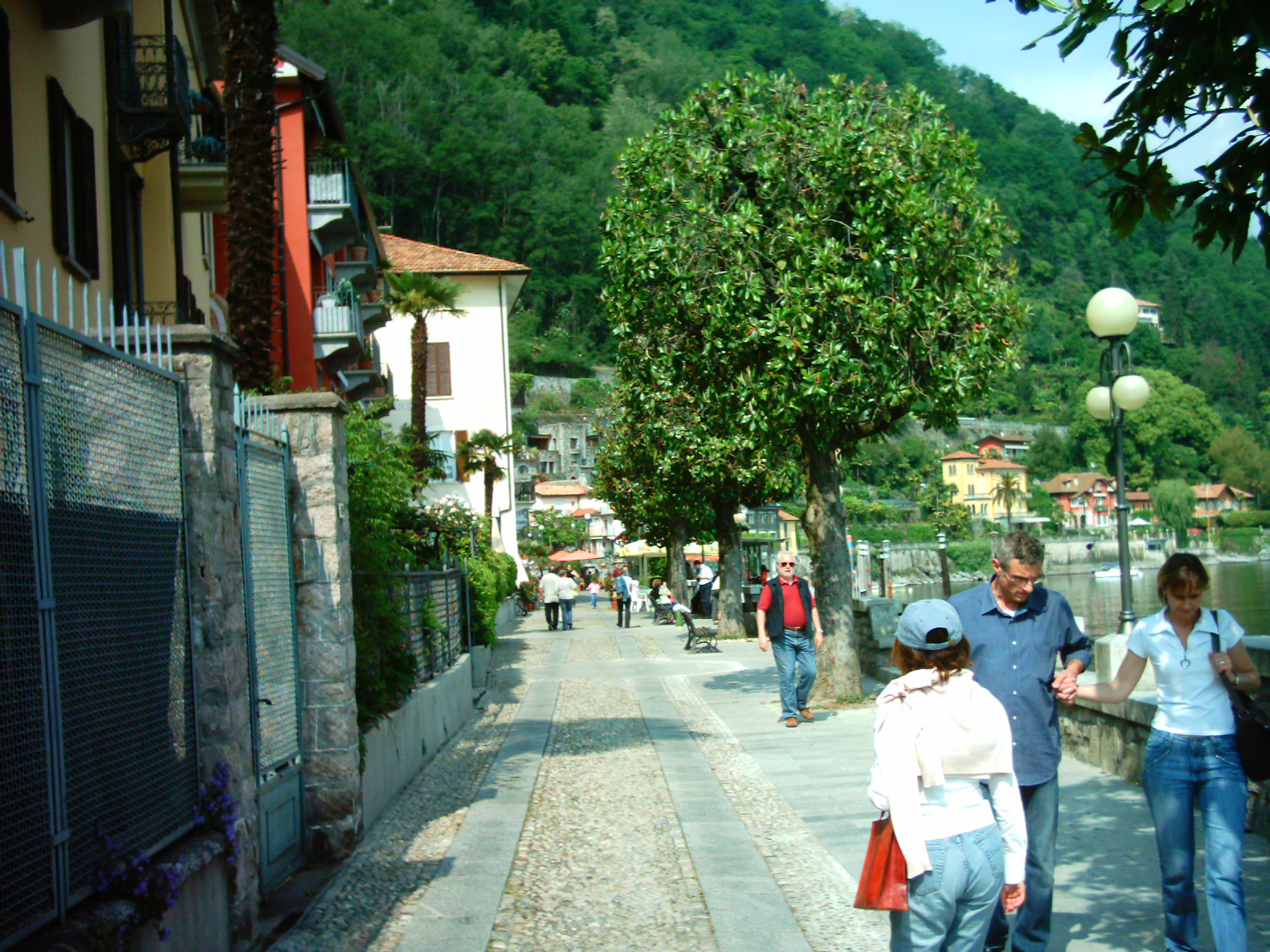
Il lungo Lago
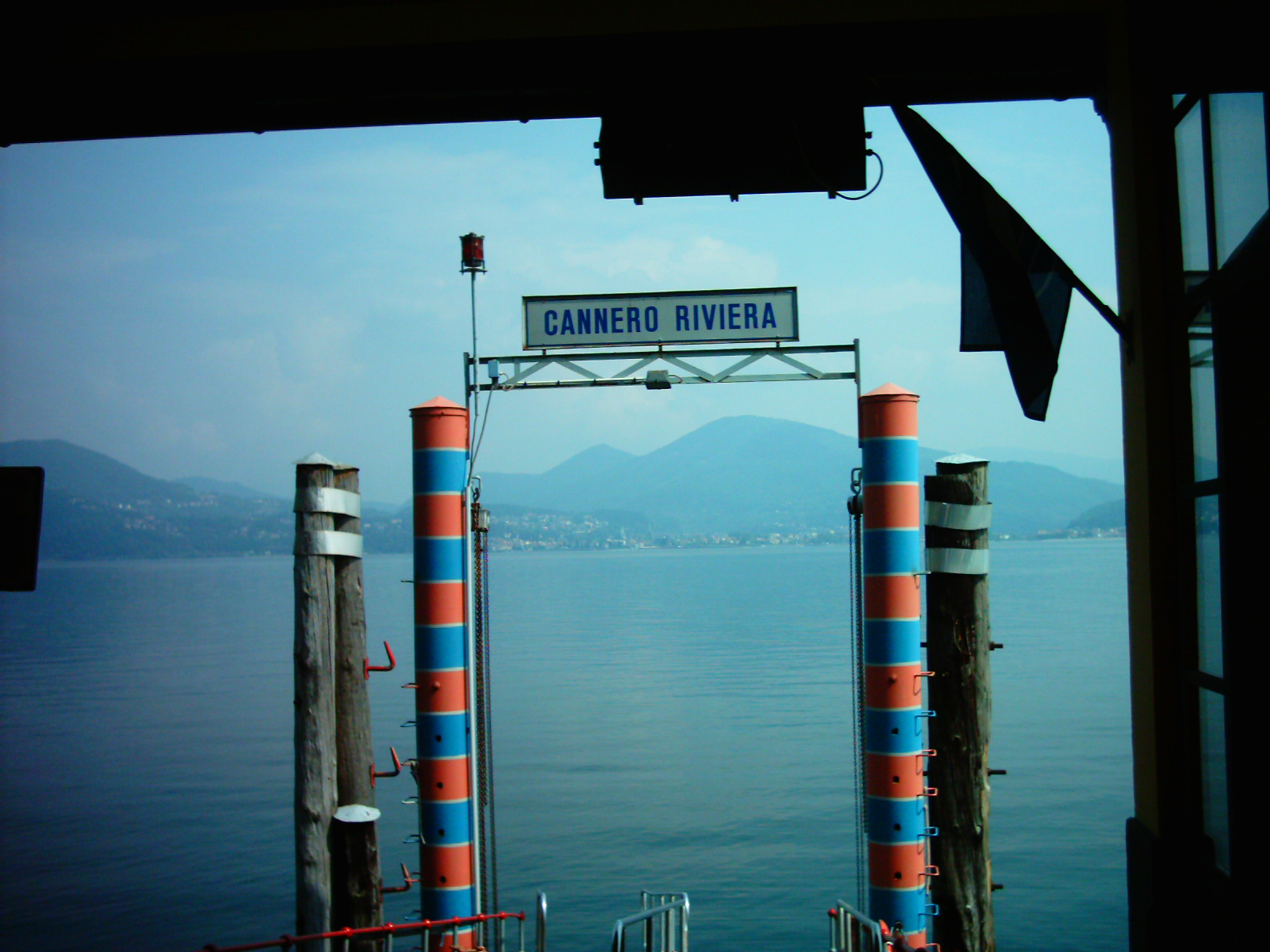
La banchina
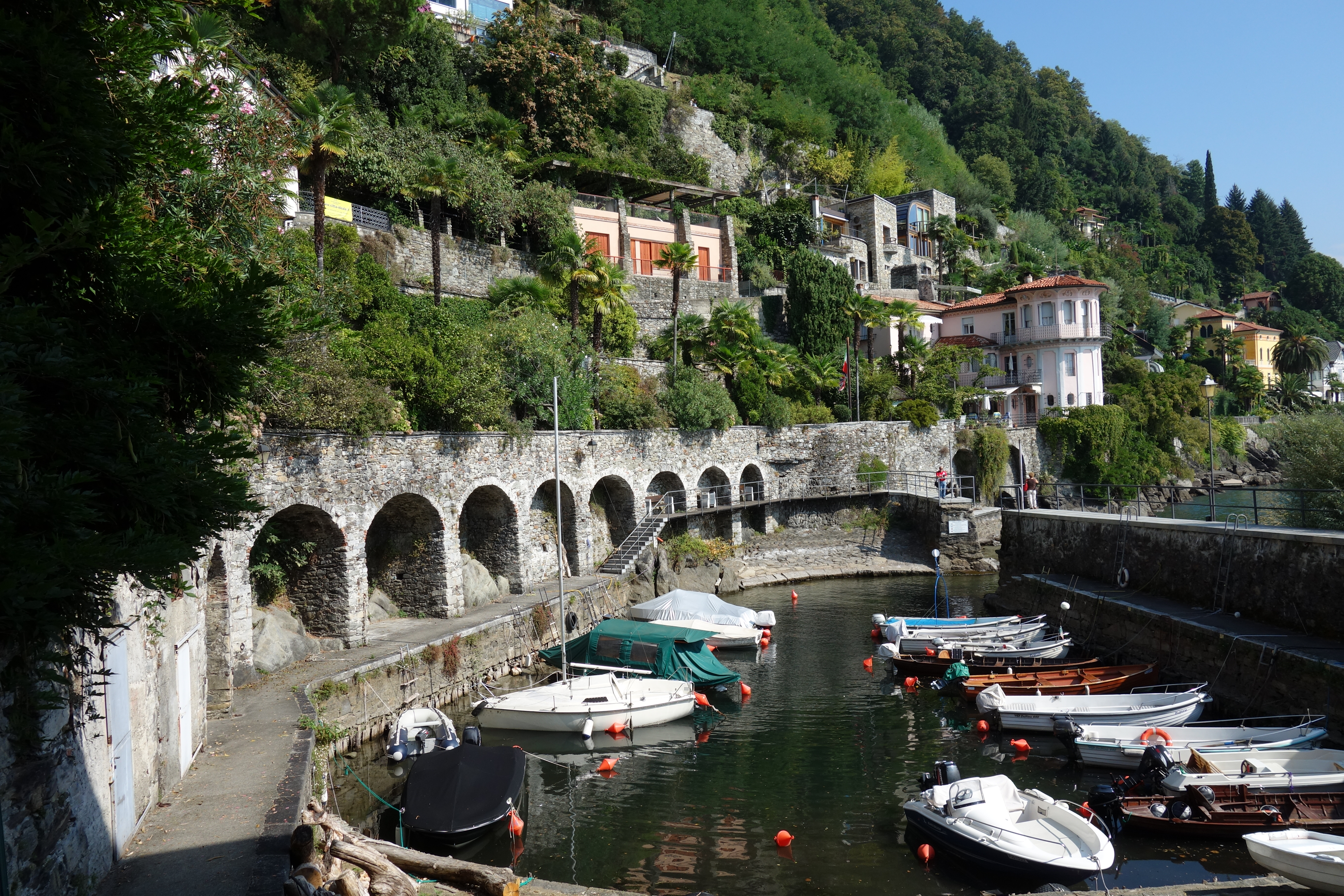
Vecchio porto peschereccio
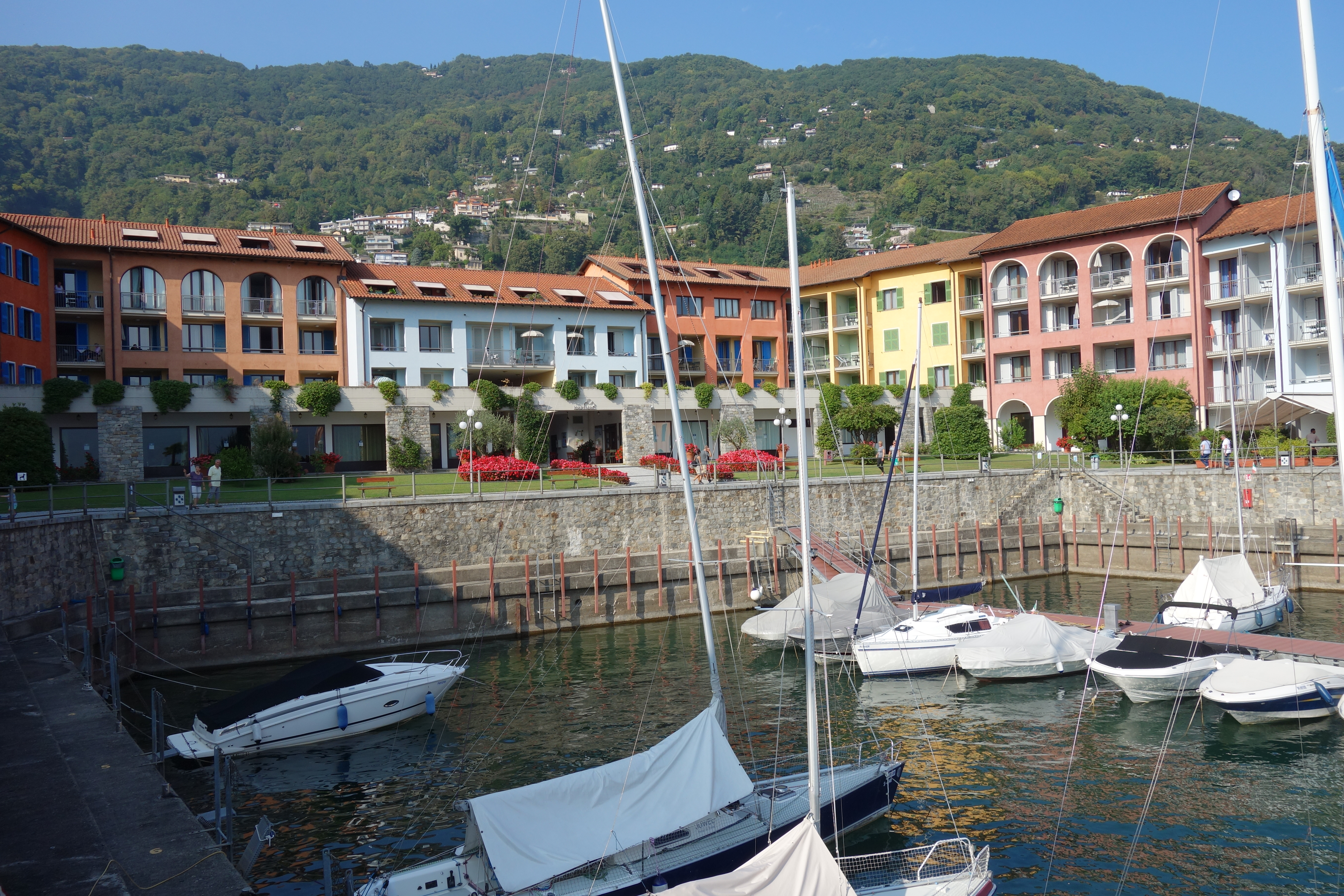
Complesso turistico con piccolo porto turistico
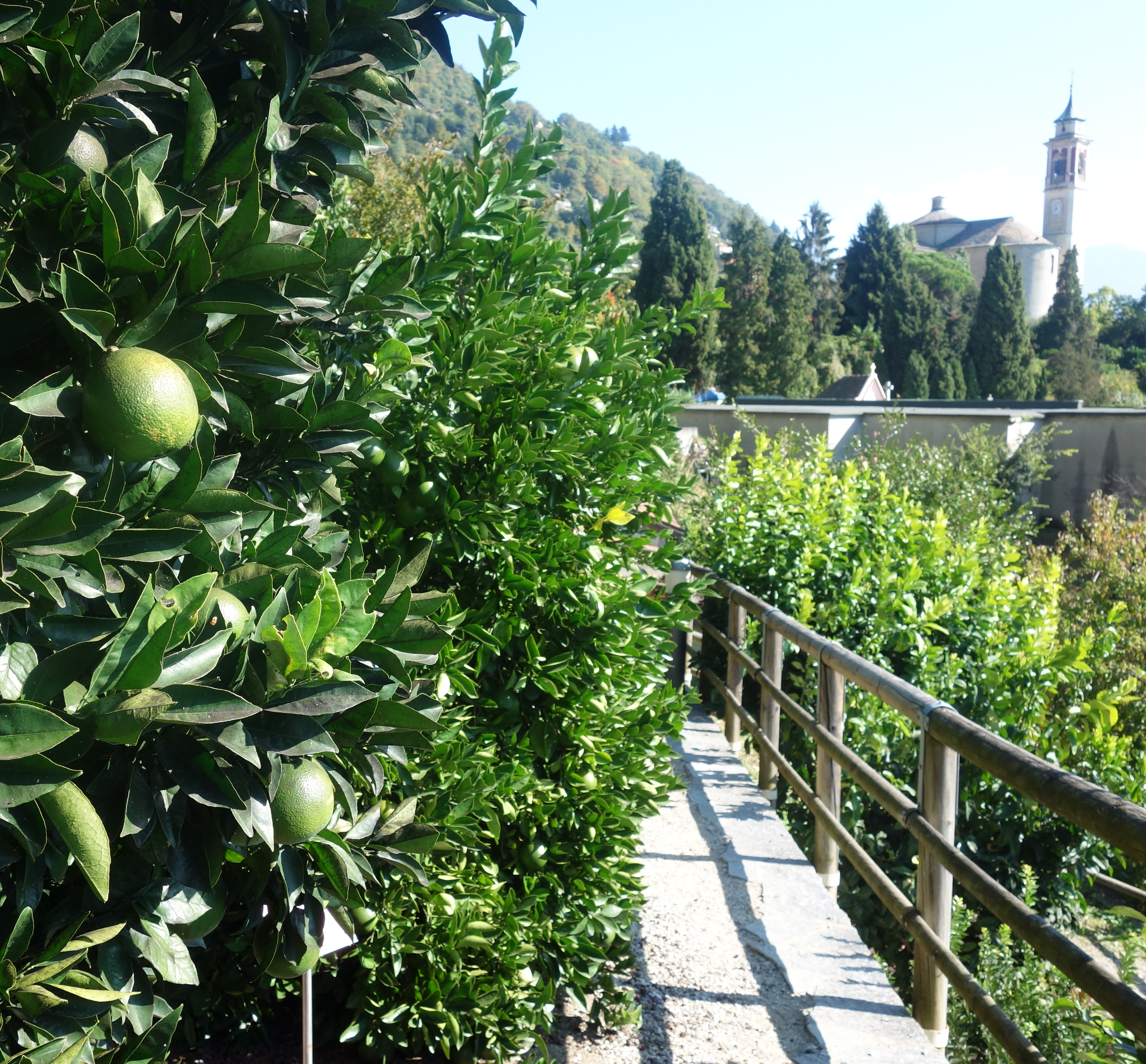
Giardino botanico